# .rw
Pour les articles homonymes, voir RW.
.rw est le domaine de premier niveau national réservé au Rwanda. En 2019, 38 sociétés sont habilitées pour enregistrer un nom de domaine.
Le domaine était initialement géré par NIC Congo Interpoint SARL, une société suisse basée à Kinshasa, qui avait partiellement attribué des adresses gratuitement alors que le pays n'avait pas accès aux nouvelles technologies. La société gère d'autres noms de domaines africains comme .bi pour le Burundi ou .zr pour le Zaïre.
En mai 2005, il est créé une organisation sans but commercial sous la loi rwandaise, la Rwanda Information Communication and Technology Association' (RICTA) pour administrer les noms de domaines. Elle a depuis été réenregistrée en 2011 en tant que société à responsabilité limitée avec garantie d'activités commerciales. Les négociations avec l'autorité de l'ICANN sont engagées dès 2006 mais ce n’est finalement qu'en septembre 2012 que le transfert devient opérationnel.
En mai 2013, RICTA a annoncé de nouvelles conditions pour les domaines .rw comprenant une réduction de prix et l'introduction de domaines de troisième niveau.
La RICTA gère également des domaines de second niveau réservés :
- .co.rw : organisations commerciales ;
- .org.rw : organisations non-commerciales ;
- .net.rw : opérateurs télécom ;
- .ac.rw : institutions académiques. Attribué après accord du ministère de l’Éducation ;
- .gov.rw : institutions gouvernementales. Attribué après accord du gouvernement ;
- .mil.rw : institutions militaires ;
- .coop.rw : coopératives ;
- .ltd.rw : sociétés à responsabilité limitée.